# Settat
Settat (en árabe: سطات‎) es una ciudad de Marruecos, capital de la provincia homónima ubicada en la región de Casablanca-Settat. Está situada a 57 km de Casablanca, en la carretera hacia Marrakech y a 93 km de Rehamna . El barrio más visitado por los turistas es Moujamaâ El Kheir , la población de Settat en 2023 es de 142.250 habitantes.

## Ciudades hermanadas
- Burgos (España)
- Tarudant